# Chromis flavapicis
Chromis flavapicis är en fiskart som beskrevs av Randall 2001. Chromis flavapicis ingår i släktet Chromis och familjen Pomacentridae. Inga underarter finns listade i Catalogue of Life.